# Aurovka
Aurovka (en rus: Ауровка) és un poble del krai de Primórie, a l'Extrem Orient de Rússia, que en el cens del 2010 tenia 62 habitants. Es troba al marge esquerre del riu Muraveika.